# Рана уметност на Истоку
У долини река Тигра и Еуфрата, које су често плавиле, рано се развила земљорадња. Већ у V миленијуму п. н. е. имамо појаву неолитске културе. Најстарија је Калинска, зетим култура Царепосје. Последња етапа је Урачки степен и 
Ђемдет-Наср. Но, неолит је ускоро превазиђен и развила се култура велика колико и египатска.
Египат и Месопотамија историјске су културе које су се истовремено појавиле. Обе су монархије и различите су по религији али у Тинитском и Џемедетнарском добу постојале су већ културе у данашњем смислу речи тога појма. Египатска монархија Старог Царства одржавала се дуги низ година све до револуције која је уништила Старо Царство, али је традиција била снажнија. У Међуријечију Тигриса и Еуфрата појавила се култура чије династије можемо пратити само из случајних догађаја и месних ратова, само је Акадска монархија умела да управља целом земљом међуријечија.
Људска је моћ морала да призна божанску, што је постао основ за цео живот. Египат је имао краља и бога у једној личности и заруку среће што се огледало у извесном оптимизму код Египћана. У Месопотамији је владар само заступао Бога.  Од Средњега Царства је свако ко је заслужио имао право на посмртни живот. Ништа слично није постојало код Мезопотамаца, и на њих су чекали само бедни изгледи за вечност. Ни једни нису имали обичај да дугачко шире о уметничком делу својим дивљењима. Мезопотамски писар: “било је лепо гледање”.